# Paul D'Haese
Paul D'Haese (Zwijndrecht, 20 mei 1897 – Ekeren, 24 oktober 1971) was een Belgisch leraar en ontwerper van de schrijfmethode D'haese.

## Biografie
Paul D'Haese werd geboren als jongste kind in het gezin van Donatus D'Haese en Leopoldina De Craecker. In 1919 beëindigde hij zijn opleiding als onderwijzer. Het jaar daarop benoemde men hem als leerkracht in de vrije jongensschool Sint-Paulus te Zwijndrecht, waar hij zijn vader opvolgde. Hij promoveerde tot directeur in het jaar 1936 en ging in 1957 met pensioen.

## Schrijfmethode D'haese
Tijdens de ambtsperiode van D'Haese besteedde men veel aandacht aan schoonschrift. Er was echter geen duidelijk systeem, iedere lerarenopleiding had zijn eigen methode. D'Haese constateerde dat de leerkrachten in zijn school eveneens verschillende schrijfwijzen hanteerden; hetgeen verwarrend was voor de leerlingen. Hij begon met het ontwikkelen van een eigen schrijfmethode in de jaren voor en tijdens de Tweede Wereldoorlog. Daarbij baseerde hij  zich op een bestaand schrift dat hij aanpaste naar duidelijke leesbaar, eenvoudig, verbindend, licht hellend en sierlijk. Via persoonlijke contacten promootte hij het handschrift. Van de Centrale Raad van het Katholiek Lager Onderwijs kreeg hij in december 1944 toestemming deze methode te verspreiden. D'Haese vond uitgeverij Van In te Lier bereid zijn handschrift te introduceren bij het onderwijzend personeel. Deze uitgeverij publiceerde gelinieerde schriften, een uitgebreide handleiding en verschillende praktische werkboeken, aangepast aan alle leerjaren. De boeken werden vertaald naar het Frans, Duits en Lingala. Na zijn pensionering legde D'Haese zich toe op de promotie van zijn schrijftechniek op beurzen en studiedagen.
Paul D'Haese overleed te Ekeren op 74-jarige leeftijd. In Zwijndrecht is de Paul D'Haesestraat naar hem vernoemd.